# Mad Mission 1 – Knochenbrecher und Kanonen
Mad Mission (auch bekannt unter dem Alternativtitel Aces Go Places, Originaltitel chinesisch 最佳拍檔 / 最佳拍档, Pinyin Zuìjiā pāidàng, Jyutping Zeoi3gaai1 Paak3dong3, kantonesisch Jui Gaai Paak Dong – „Bester Partner“) ist eine in Hongkong produzierte chinesische Actionkomödie aus dem Jahr 1982 und parodiert in erster Linie die Jackie-Chan-Filme sowie die James-Bond-Reihe.

## Inhalt
In einem Hongkonger Hochhaus kommt es zu einem Treffen lokaler Gangster sowie Mitgliedern eines italoamerikanischen Mafiasyndikats, wobei Diamanten gegen hohe Geldsummen ausgetauscht werden sollen. Die Transaktion wird allerdings von Sam unterbrochen, einem technikversessenen Glücksritter, der die Edelsteine selbst raubt und sich im Anschluss mithilfe seiner Ausrüstung, eines Motordrachens und seines Partners Charlie absetzen kann. Bei der Flucht hat Sam allerdings unabsichtlich einen seiner weißen Handschuhe zurückgelassen. Unglücklicherweise ist genau dies das Markenzeichen eines gleichnamigen und berüchtigten Juwelendiebes, den die Mafia kurze Zeit später unter Druck setzt. Weißer Handschuh begibt sich daher zwecks Rückbeschaffung der Diamanten nach Hongkong.
Die örtlichen Behörden wissen ebenfalls über die Ankunft des weißen Handschuhs Bescheid und ordern zur Unterstützung dessen polizeilichen Gegenspieler: den New Yorker Ermittler Albert Au, genannt „Kodijack“. Dieser soll mit Ha-Tung, einer engagierten, aber etwas burschikosen jungen Polizistin zusammenarbeiten. Allerdings geraten die beiden schon kurz nach Kodijacks Ankunft aneinander, als dieser unvermittelt in einem Bankraub gerät und für einen der Komplizen gehalten wird. Die sich daraus entwickelnde Antipathie zwischen ihm und Tung zieht sich über weite Strecken des Filmes hin.
Währenddessen beratschlagen Sam und Charlie über den Coup, werden dabei aber von Gangstern überrascht, die Charlie gefangen nehmen. Kurz bevor er zu Tode stürzt und Sam von der Polizei gestellt wird, kann Charlie ihm sagen, dass er den Ort des Diamantenverstecks auf zwei Frauen tätowieren ließ. Kodijack, der sich als äußerst tollpatschig entpuppt, und Ha-Tung versuchen nun ihrerseits über Sam an die Edelsteine zu gelangen und können ihn schließlich zur Zusammenarbeit überreden. Daran hat allerdings auch Tungs Schwester Marge ihren Anteil, in welche sich Sam umgehend verliebt. Ha-Tung und Kodijack nähern sich allmählich einander an.
Kodijack und Sam ermitteln weiter und kommen dahinter, dass sich die Versteck-Tattoos auf den Hintern von zwei Ex-Freundinnen Charlies befinden. Eine davon ist die Mitarbeiterin der Taxizentrale Sally, welche sie schließlich davon überzeugen, sich an der betreffenden Stelle fotografieren zu lassen. Doch als beide schließlich die delikaten Fotos bekommen, geraten sie an Sallys Bruder, einen örtlichen Kriminellen, der beide foltert und anschließend umzubringen versucht. Kodijack und Sam werden allerdings vom weißen Handschuh aus der Zwangslage befreit, der außerdem auch die Gangster umbringt. Denn der Juwelendieb hat mitbekommen, dass nur Kodijack und Sam über das Versteck Bescheid wissen und ihn dorthin führen können, weshalb er sie fortan schützt.
Nachdem das Duo mithilfe von Ha-Tung in ein Theater eindringen und hier auch das Tattoo der zweiten Lady – der Balletttänzerin Nancy – fotografieren konnte, finden sie schließlich das Diamantenversteck: an einer Boje im Hafenbecken. Als sie danach zu tauchen beginnen, ist auch der weiße Handschuh vor Ort, um beide zu stellen und die Diamanten zu rauben. Allerdings kann Sam diesen austricksen und mit Kodijack und den Edelsteinen flüchten. Es schließt sich eine Auto-Verfolgungsjagd an, bei dem beide mit ihrem Cabrio den Handlangern des Handschuhs unterlegen zu sein scheinen. Doch Sam spielt seinen letzten Trumpf aus: mehrere versteckte und mit Sprengfallen versehene Modellautos, mit denen er die Pkws der Angreifer ausschaltet.
Der weiße Handschuh entkommt allerdings, nachdem er Kodijack niedergeschossen hat. Doch Sam verfolgt ihn und sorgt dafür, dass er mit seinem Sportwagen ins Meer stürzt und festgenommen wird. Wenig später stellt sich außerdem heraus, dass Kodijacks Wunde nicht tödlich war und er überlebt. Er und Sam werden Freunde und beabsichtigen, auch zukünftig zusammenzuarbeiten.

## Sonstiges
- Mad Mission war ein großer Erfolg sowohl in den asiatischen als auch den internationalen Kinos. Daher wurden in den folgenden Jahren noch vier weitere Teile gedreht:
  - Mad Mission 2 – Heißes Pflaster Unterwelt (1983; Originaltitel: Mad Mission 2: Aces Go Places)
  - Mad Mission 3 – Unser Mann von der Bond Street (1984; Originaltitel: Mad Mission 3: Our Man from Bond Street)
  - Mad Mission 4 – Man stirbt nicht zweimal (1986; Originaltitel: Mad Mission 4: You Never Die Twice)
  - Mad Mission 5 (1989; Originaltitel: Mad Mission 5: The Terracotta Hit)
- Der Film lebt außerdem von zahlreichen Anspielungen auf andere populäre Kino- und Serienproduktionen, beispielsweise King Kong oder Mad Max. „Kodijack“ ist eine Verballhornung von Kojak, da Karl Maka zumindest von der Frisur her dem von Telly Savalas verkörperten Polizeibeamten ähnelt.
- Sam Hui, Darsteller des Sam (King Kong), komponierte auch die Musik.
- Der bekannte Regisseur und Produzent Tsui Hark ist als Theaterdirektor in einer Nebenrolle zu sehen.
- Im Film wird erwähnt, dass der weiße Handschuh neben Kodijack noch einen zweiten polizeilichen Gegenspieler hatte: den rosaroten Panther. Dazu wird ein Foto von Peter Sellers eingeblendet in seiner Paraderolle als Inspector Jacques Clouseau. Weiterhin wird im Film darauf hingewiesen, dass dieser nicht verfügbar sei, weil er kürzlich verstorben sei. Dies galt zum Drehzeitpunkt auch für den zwei Jahre zuvor verschiedenen Sellers.
- Ähnlich den Jackie-Chan-Filmen wurde auch Mad Mission für die internationale Filmfassung auf Action getrimmt und um einige Handlungsszenen beschnitten. In diesem Fall fehlen insgesamt etwa zehn Minuten hauptsächlich an Comedysegmenten. Unter anderem sind das Treffen von Sam und Charlie im Restaurant sowie die Begebenheiten im Theater etwas länger; ferner fehlen Aufnahmen mit weiteren Ermittlungen im Tattoostudio sowie ein Date von Sam mit Marge.
- Auch der Hinweis auf den rosaroten Panther alias Peter Sellers fiel der Schere zum Opfer und ist erst ab der ersten DVD Auflage zu sehen, nicht aber in den alten VHS Versionen.

## Deutsche Synchronfassung
| Darsteller     | Rolle                | Deutscher Sprecher |
| -------------- | -------------------- | ------------------ |
| Sam Hui        | Sam (King Kong)      | Arne Elsholtz      |
| Karl Maka      | „Kodijack“ Albert Au | Thomas Danneberg   |
| Sylvia Chang   | Ha-Tung (Nancy Ho)   | Simone Brahmann    |
| Dean Shek      | Charlie (Gigolo Joe) | Michael Nowka      |
| Robert Houston | Weißer Handschuh     | Rolf Schult        |